# Tour du Mont d'Or de Manosque
La Tour du Mont d'Or est une ancienne tour de guet au Sud-Est de l'ancien château de Manosque, située sur le territoire de la commune de Manosque dans le département des Alpes-de-Haute-Provence.

## Histoire
Le Mont d’Or est un ancien castrum (espace habité sur les hauteurs avec des bastides, des terres agricoles, des églises, des moulins…) explicitement mentionné dans la seconde Charte des Privilèges concédés par Guillaume IV de Forcalquier (1207). La tour d’une hauteur de 17m représente les vestiges de l’ancien donjon, elle est exposée à tous les vents d’où son nom « Mont d’Or » qui s’écrivait autrefois « Mont d’Aure » (du provençal auro qui signifie « vent »).
Inscrite au titre des monuments historiques depuis 9 mars 1927.
Des fouilles avaient eu lieu vers 1990.